# 10 cm K 17
10 cm Kanone 17, сокращённо 10 cm K 17 (нем. 10 см пушка 17) — немецкое полевое орудие времён обеих мировых войн.

## Описание
Орудие обладало достаточно высокой дальностью стрельбы: концерн Круппа предлагал длинный ствол модели L/45, который устанавливался на 10 cm K 14. Ввиду большой массы орудия его невозможно было перевозить на обычном лафете, в результате чего пришлось ствол возить отдельно. Специальные балки ставились на тот же лафет со стволом, чтобы не позволить стволу упасть и удерживать его в равновесии. Для уменьшения отдачи использовалась гидропневматическая или гидропружинная система.

## Роль
Помимо роли стандартного полевого орудия, орудие K17 могло использоваться в качестве зенитного: предыдущее K14 не проявило себя вообще как зенитное орудие. В 1917 году была создана версия для зенитного обстрела под номером K 17/04: некоторые детали были специально убраны, а также добавлен специальный механический прицел. Около тысячи орудий были заказаны в августе 1917 года. Также данные пушки состояли во многочисленных батареях и использовались в контрбатарейной борьбе и обстреле пехотных позиций.

## Судьба
Большая часть орудий была разобрана по условиям Версальского договора или передана другим странам. Но некоторые орудия немцы спрятали и продолжили использовать даже во Второй мировой войне.

## Галерея

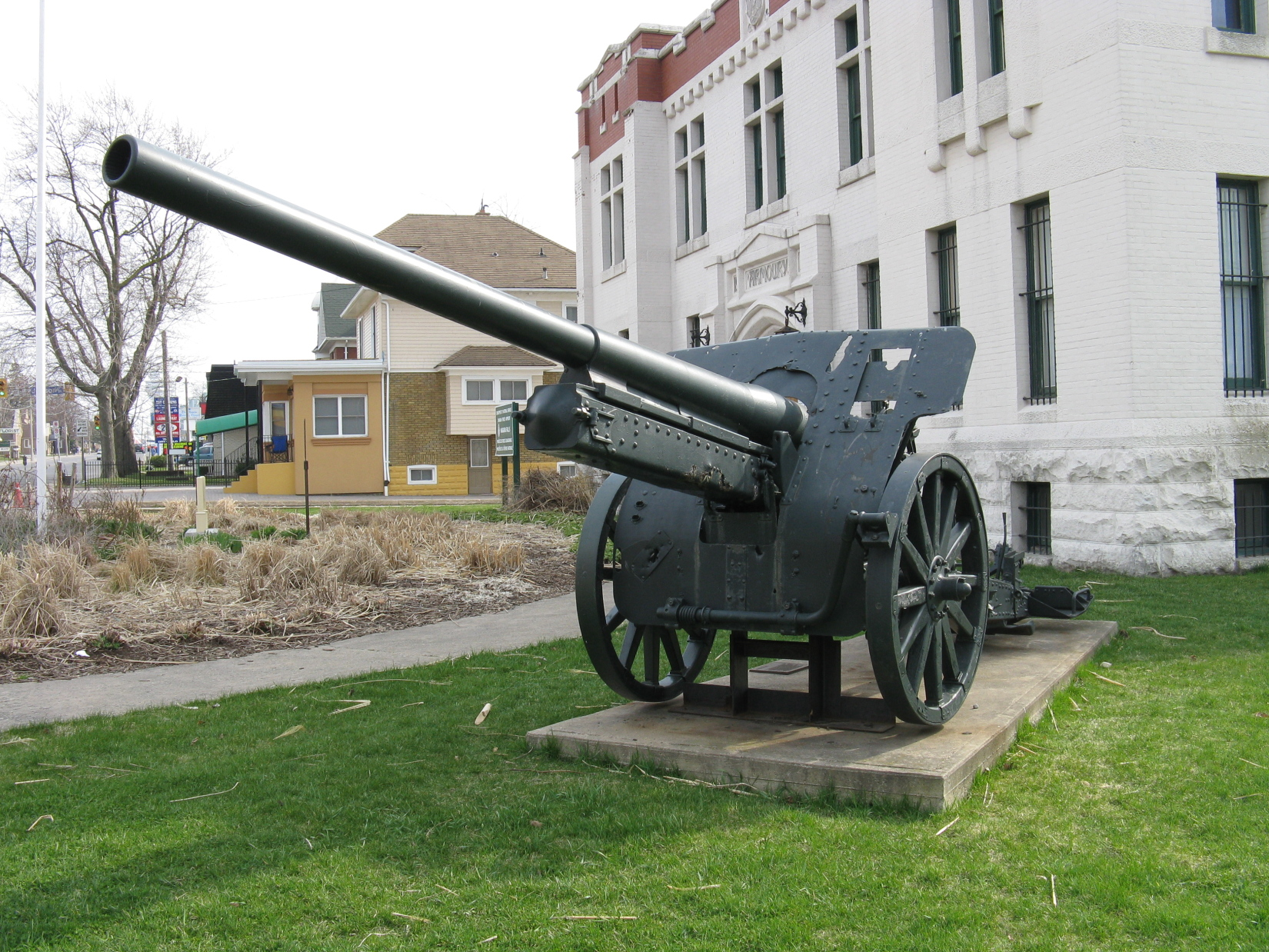
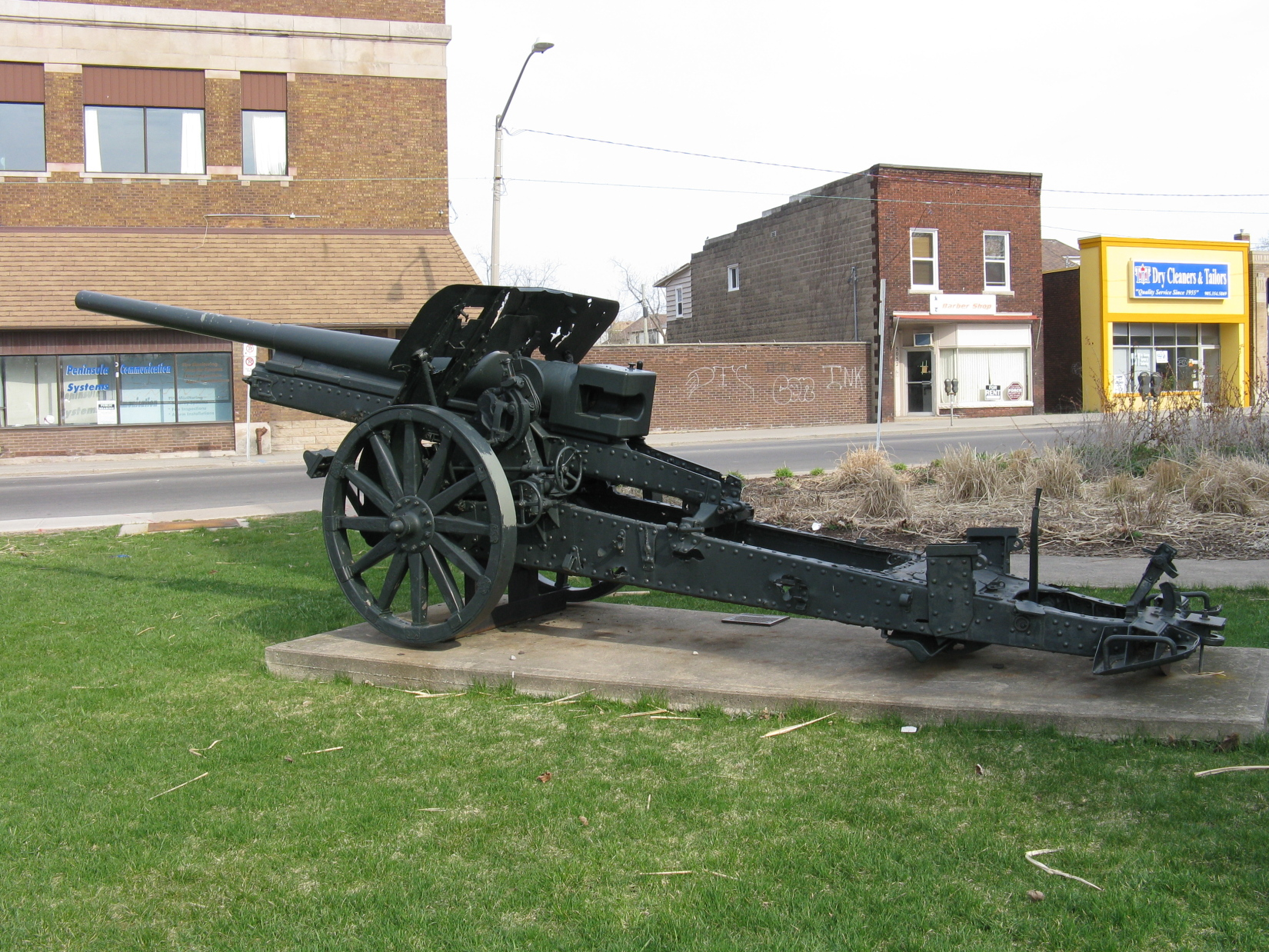
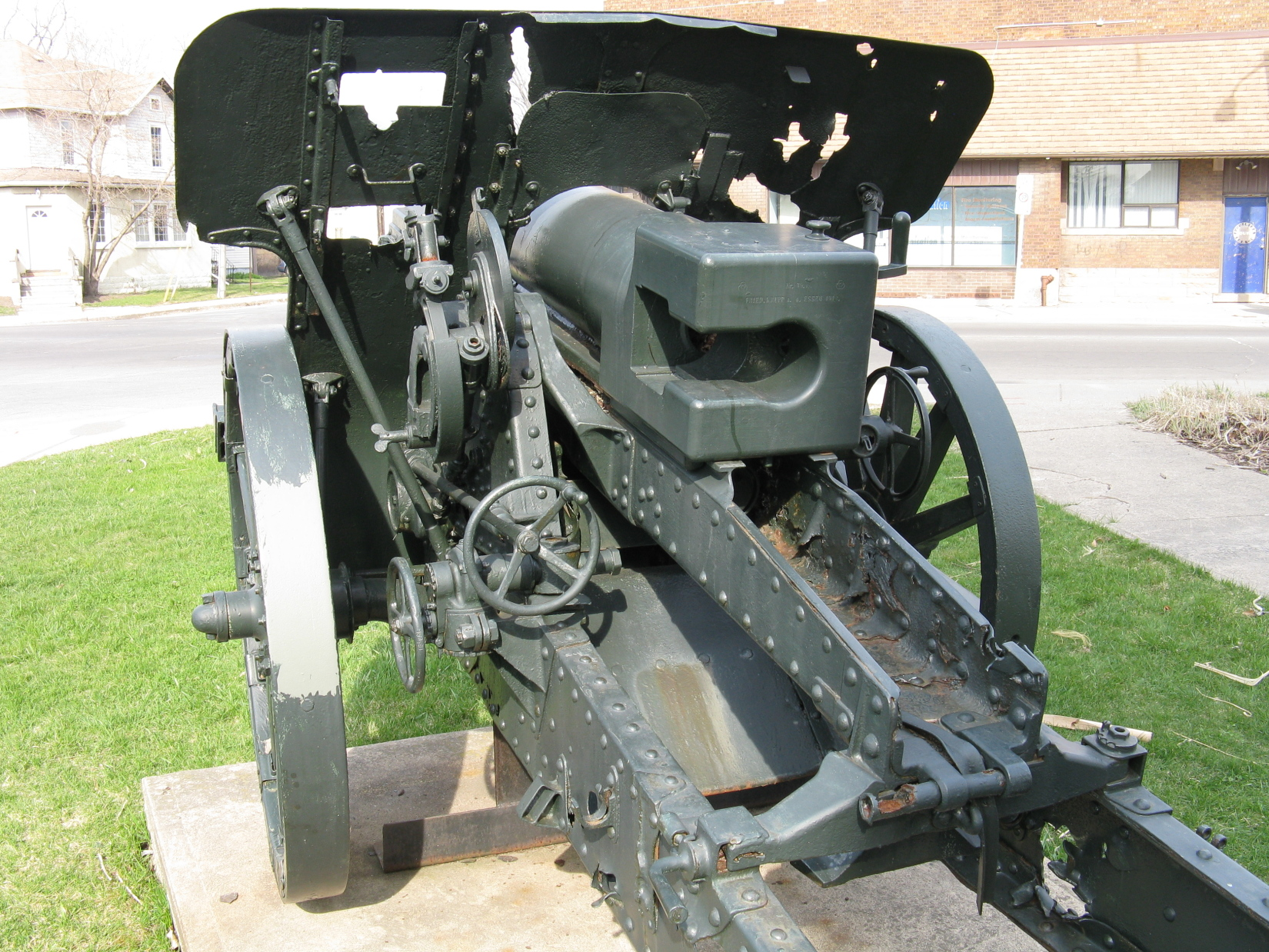
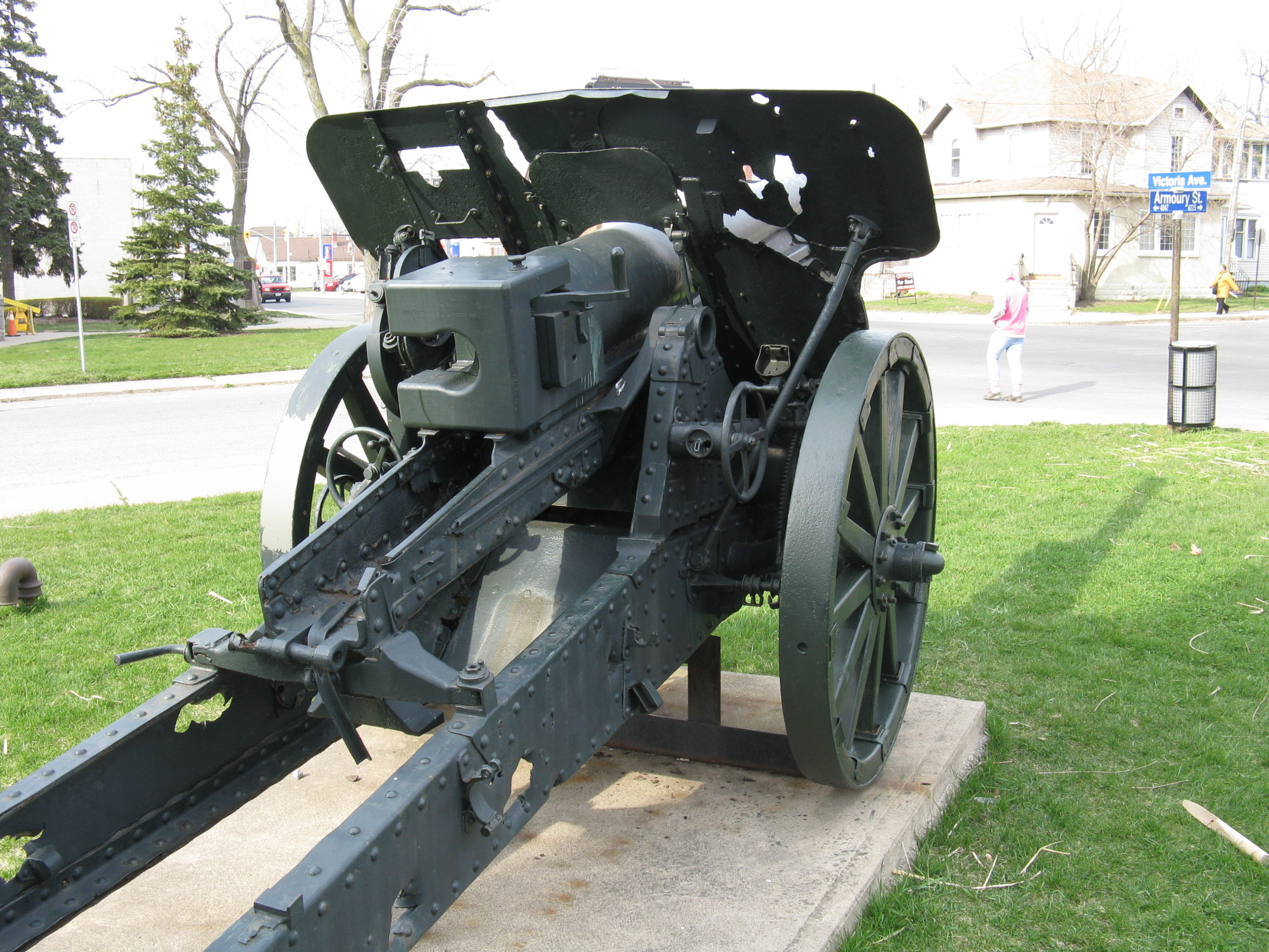